# Vysoký kámen (Elstergebirge)
Der Vysoký kámen (deutsch Hoher Stein) ist ein bis zu 773,8 m ü. NHN aufragender, markanter Felsrücken an der Grenze zwischen Westerzgebirge und Elstergebirge im Westen Tschechiens. Der Felsrücken und seine unmittelbare Umgebung sind seit 1974 ein geschütztes Naturdenkmal. Es wird als Kletterfelsen genutzt und eignet sich durch den meist niedrigen Schwierigkeitsgrad seiner Routen auch für Anfänger.

## Geographie
Der Vysoký kámen befindet sich rund 300 m von der Grenze zu Deutschland entfernt im Okres Sokolov (Tschechien) im böhmischen Vogtland. In unmittelbarer Nähe befinden sich die tschechischen Orte Počátky (Ursprung; knapp 2 km nordöstlich), Kámen (Stein am Hohen Stein; ca. 600 m östlich) und Kostelní (Kirchberg am Hohen Stein; ca. 1,2 km östlich) sowie der Markneukirchener Ortsteil Eubabrunn (knapp 2 km westlich) auf deutscher Seite. Die nächstgrößere tschechische Ortschaft ist die 8 km östlich gelegene Kleinstadt Kraslice (Graslitz).
Der Vysoký kámen ist der höhere und morphologisch deutlich auffälligere der beiden Gipfelbereiche eines rund 3 km langen, relativ breiten Bergrückens der sich westlich des Tals des Zadní Liboc (Hintere Leibitsch) unmittelbar unterhalb des Zusammenflusses seiner Quellbäche und südöstlich bzw. nordöstlich der Schwarzbach-Quellbäche Wirtsgrundbächel und Lohbach in Nord-Süd-Richtung erstreckt. Der andere Gipfel dieses Bergrückens liegt rund 800 m nordwestlich des Vysoký kámen, heißt Kužel (Kegel) und ist 768,7 m n.m. hoch.

## Geologie und Geomorphologie

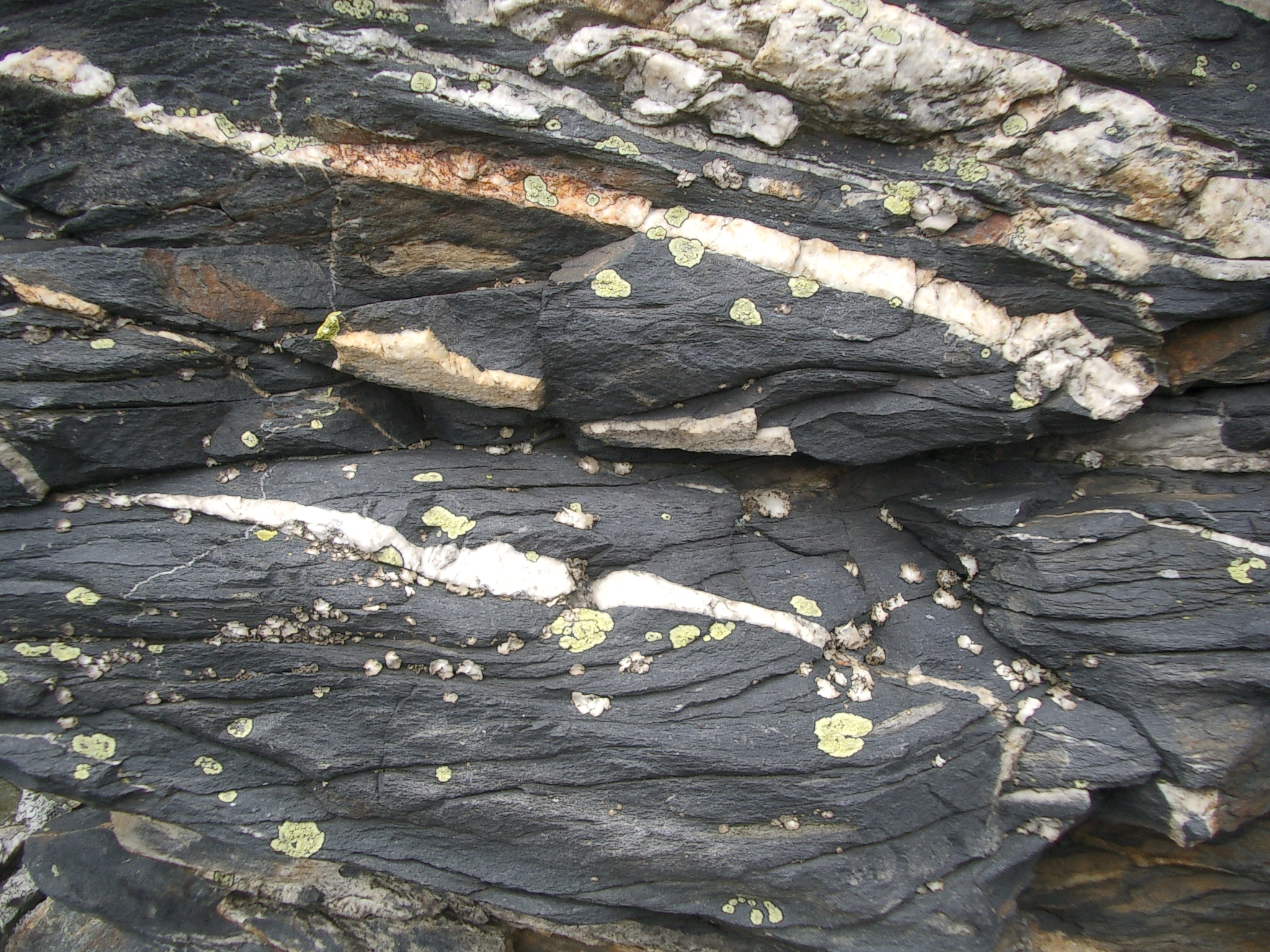
Dunkle, stark geklüftete Metagrauwacke mit weißen Quarzadern, bei denen es sich um alte, „verheilte“ Klüfte handelt

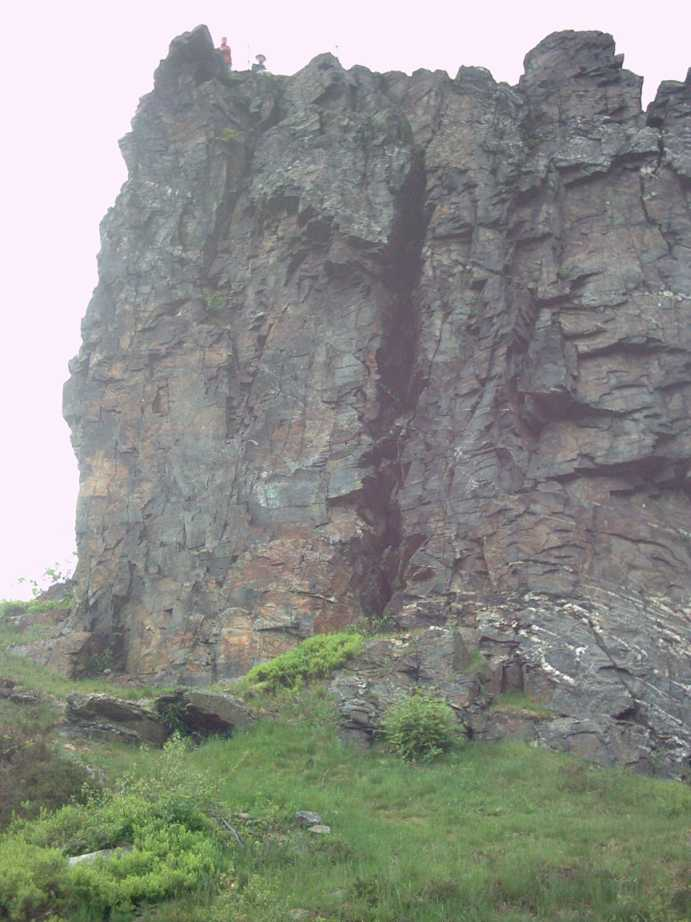
Steilwand am südlichen Ende des Hohen Steins, obenauf befindet sich der Aussichtspunkt

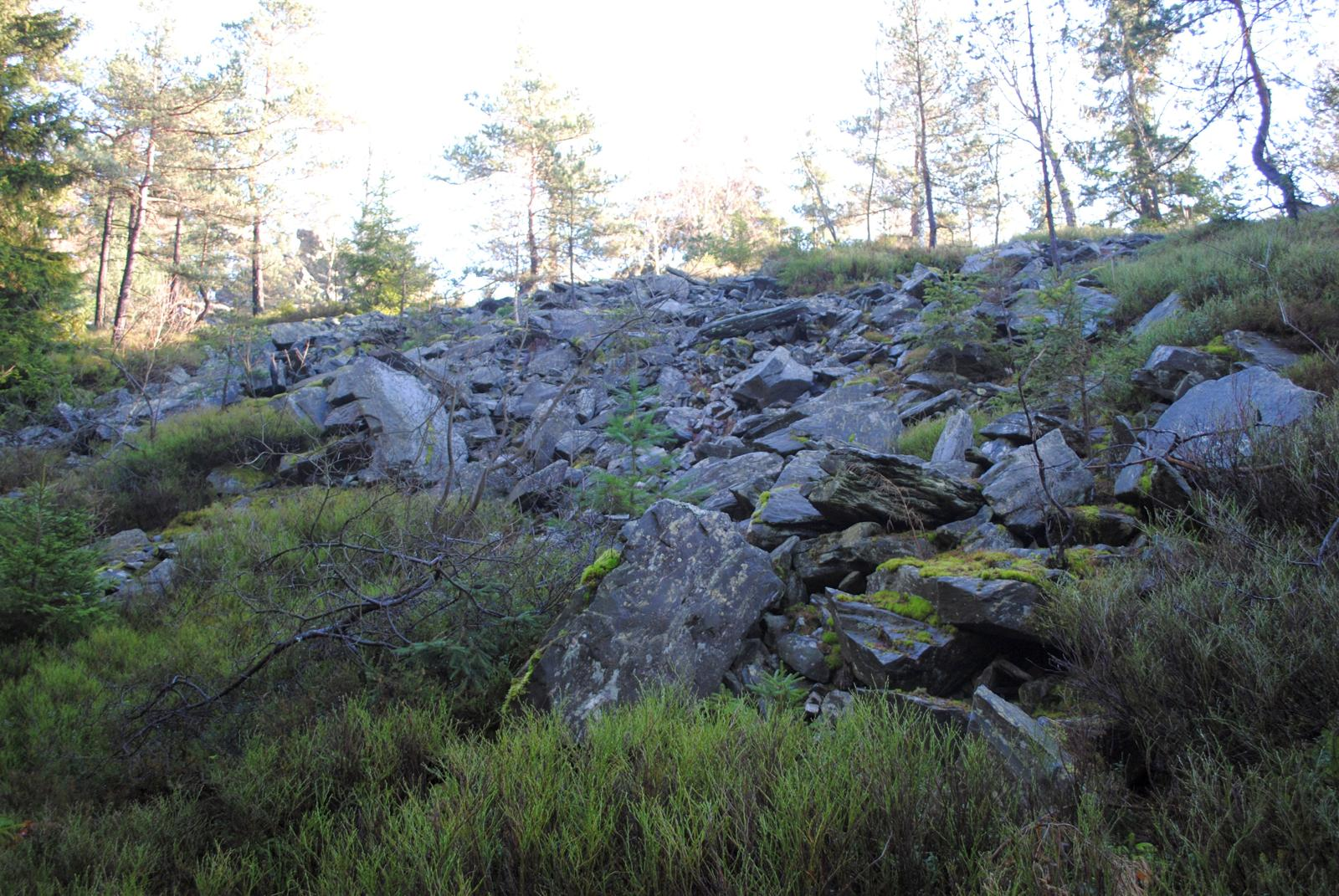
Blockmeer an der Nordwest-Flanke unterhalb des Vysoký kámen

Das Felsmassiv erinnert ein wenig an die Ruine einer Burg. Es besteht aus einem langgezogenen, sich über rund 300 m in Nord-Süd-Richtung erstreckenden und an seinen Rändern oft steil abfallenden Plateau, von dem mehrere einzelne Felsentürme aufragen. Seinen höchsten Punkt hat es am südlichen Ende mit dem Vyhlidková Skála (‚Aussichtsfelsen‘; Höhe über dem Plateau 25 m; absolute Höhe: 773,8 m n.m.). Dieser kann über einen stählernen Steg und ebensolche Treppen erreicht werden. Weitere Felsentürme sind der Zobák (‚Schnabel‘) und der monumentale Vêtrná skála (‚Windfelsen‘) am nördlichen Ende des Massivs.
Bei dem Gestein, aus dem die Felsformationen aufgebaut sind, handelt es sich um eine Metagrauwacke (im Tschechischen drobový kvarcit ‚Grauwackenquarzit‘), einen durch Druck und Hitze während der Variszischen Gebirgsbildung umgewandelten (metamorphen), „unreifen“ Sandstein * (vgl. → Grauwacke). Diese spezielle Metagrauwacke wird in der deutschsprachigen Fachliteratur Hoher-Stein-Quarzit genannt und ins unterste Ordovizium (ca. 480 Millionen Jahre vor heute) gestellt. Der Hohe-Stein-Quarzit wird unterlagert von Phyllit (tschech. fylitická břidlice), der in den Bergflanken unterhalb des Vysoký kámen und am Kužel ansteht. Der Grund für die die schrofferen Formen und die größere Höhe des Vysoký kámen gegenüber dem Kužel ist die größere Verwitterungs- und Erosionsresistenz der Metagrauwacke im Vergleich zum Phyllit.
In der unmittelbaren Umgebung des Felsmassivs sind Blockmeere entstanden, die als Musterbeispiel für die Frostverwitterung im periglazialen Klima der Kaltzeiten des Pleistozäns (allgemeinsprachlich „Eiszeit“ genannt) gelten. Teilweise sind die Blockmeere mit Lehm überdeckt. An sonnigen Standorten wachsen vor allem Blaubeeren, Preiselbeeren und Besenheide.

## Geschichte
In der Nähe des Hohen Steines wurden im Jahre 1805 Hostien gefunden, die aus einem Einbruch in der Kirche in Kirchberg (Kostelní) stammten. An dieser Stelle baute man aus Spendengeldern 1817 eine kleine Kapelle.
Der Felsen wurde 1907 durch die Graslitzer Bezirksvertretung unter Schutz gestellt, nachdem der Berg durch mehrere von den vier Grundbesitzern angelegte Steinbrüche zur Gewinnung von Straßenschotter in seiner Existenz bedroht war.
Für die zahlreichen Wanderer wurde bereits 1883 eine Bretterbude (die Bud´n) als behelfsmäßiges Wirtshaus errichtet. Nach einem Blitzeinschlag entstand als Fachwerkbau 1885 die erste richtige Gaststätte am Hohen Stein. Sie entwickelte sich rasch zu einem beliebten Ausflugsziel. Im Jahre 1906 brannte diese Gaststätte ebenfalls nieder. Mit Streichhölzern spielende Kinder hatten das Feuer verursacht. Im gleichen Jahr wurde das Gebäude wieder errichtet und 1928 ein großer Tanzsaal angebaut. Zum dritten Mal wurde das Ausflugslokal 1937 ein Raub der Flammen. Der Wiederaufbau ging mit finanzieller Unterstützung eines Markneukirchner Fabrikanten schnell voran. Das vierte Gasthaus bestand von 1938 bis 1946.

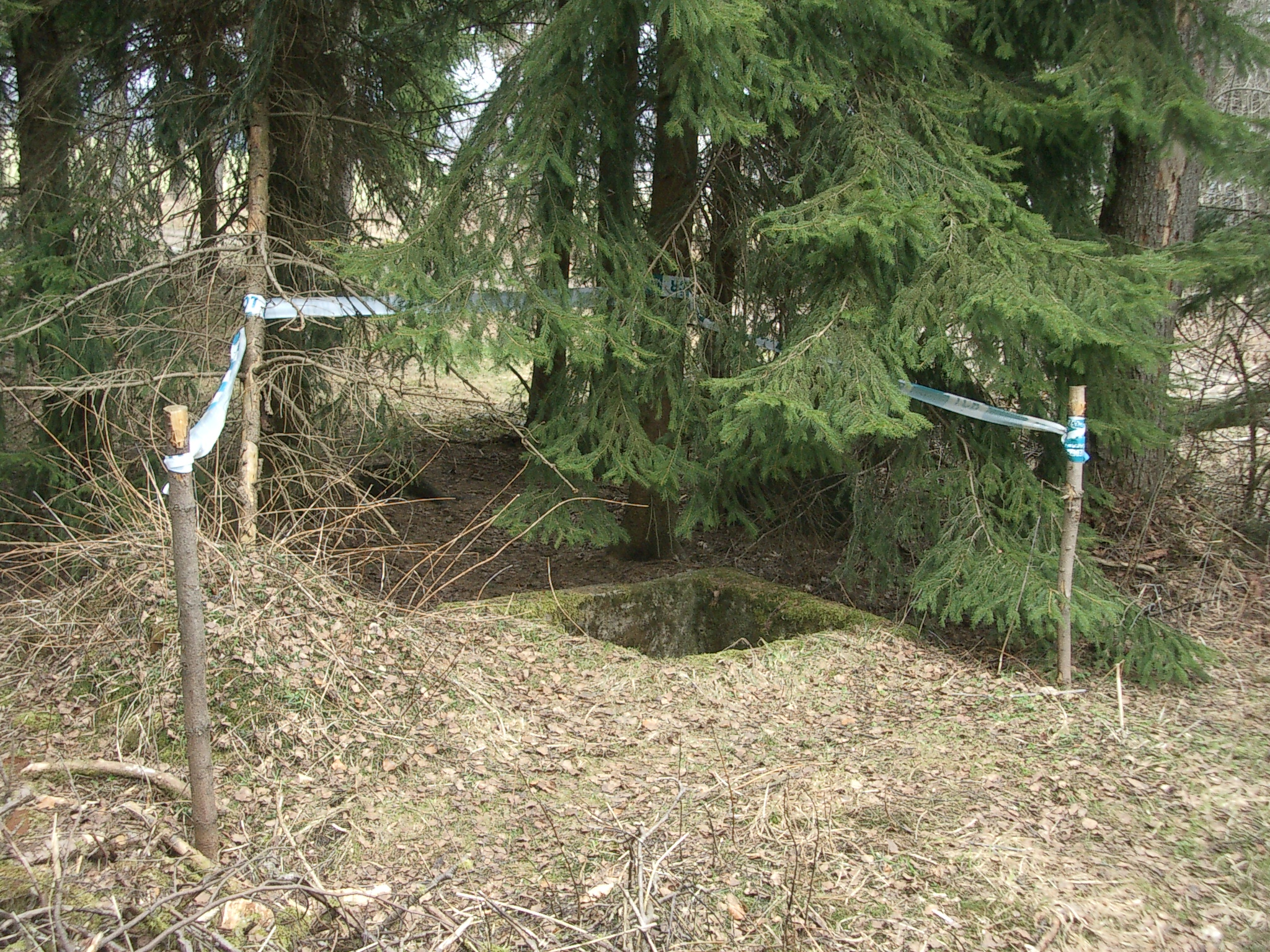
Provisorisch gesicherter Brunnenschacht des ehemaligen Wirtshauses

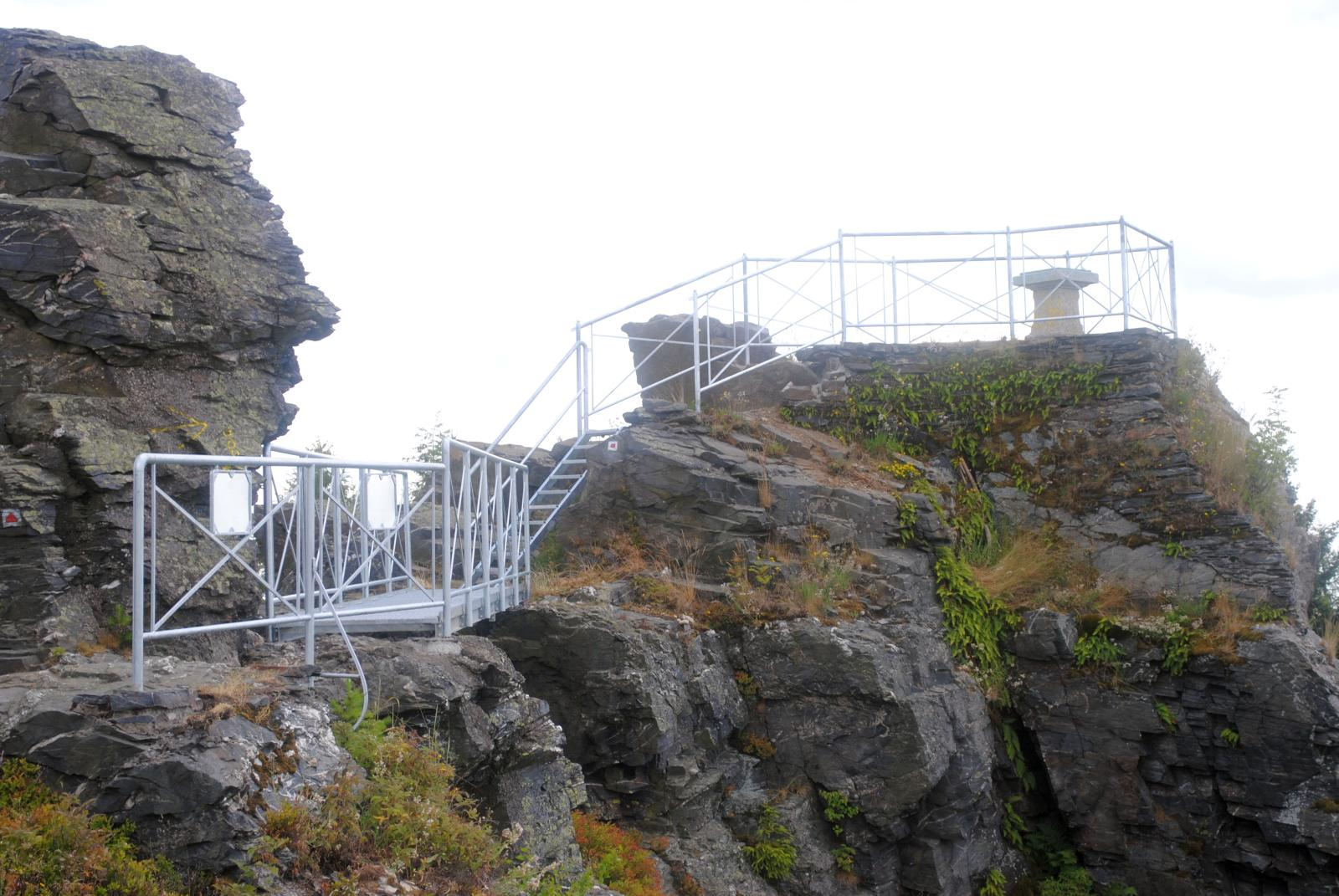
Neues Geländer am Aussichtsfelsen

Am Ende des Zweiten Weltkriegs im Mai 1945 diente der Hohe Stein den sich aus dem Sudetenland zurückziehenden versprengten deutschen Soldaten als Anlaufpunkt, von dem aus sie durch die dichten Wälder unbehelligt von Kontrollposten der US-Besatzungsarmee über die heute in die Stadt Markneukirchen eingemeindeten Orte Eubabrunn und Wernitzgrün in die Heimat gelangen konnten. Zahlreiche Wehrmachtsangehörige entgingen so der Gefangenschaft.
Die Kapelle und das Wirtshaus am Hohen Stein wurden nach 1945 zerstört. Der etwa acht Meter tiefe Brunnen ist, versteckt im Wald, noch erhalten. Die lichte Öffnung ist 83 × 100 cm. Die Kapelle wurde von der tschechischen Forstbehörde 2016 in anderer Form wieder aufgebaut und 2017 geweiht.
Im Frühjahr 2014 wurden das Geländer und der Zugang zum Aussichtsfelsen erneuert.

## Zugang
Der Hohe Stein ist vom Ortsteil Eubabrunn (Parkplatz am Freilichtmuseum) per Fuß in etwa einer Stunde erreichbar. Auf deutscher
Seite sind die Wege befestigt und teilweise ausgeschildert. Auf tschechischer Seite führt ein alter, mit Steinen befestigter, rot markierter Feldweg von Kostelní über Kámen in 20 Minuten fast bis zur Höhe.

## Aussicht
Vom Aussichtsfelsen hat man einen weiten Blick nach Westen ins Tal des Schwarzbaches mit Erlbach und Markneukirchen. Am Horizont erkennt man den Háj (Hainberg) bei Aš und bei guter Sicht im südwestlich gelegenen Fichtelgebirge den Großen Kornberg, den Ochsenkopf und den Schneeberg. Außerdem sind im Süden der Dyleň (Tillenberg) an der bayerisch-tschechischen Grenze sowie der nach Westen steil abfallende Slavkovský les (Kaiserwald) zu sehen.